# Podologo

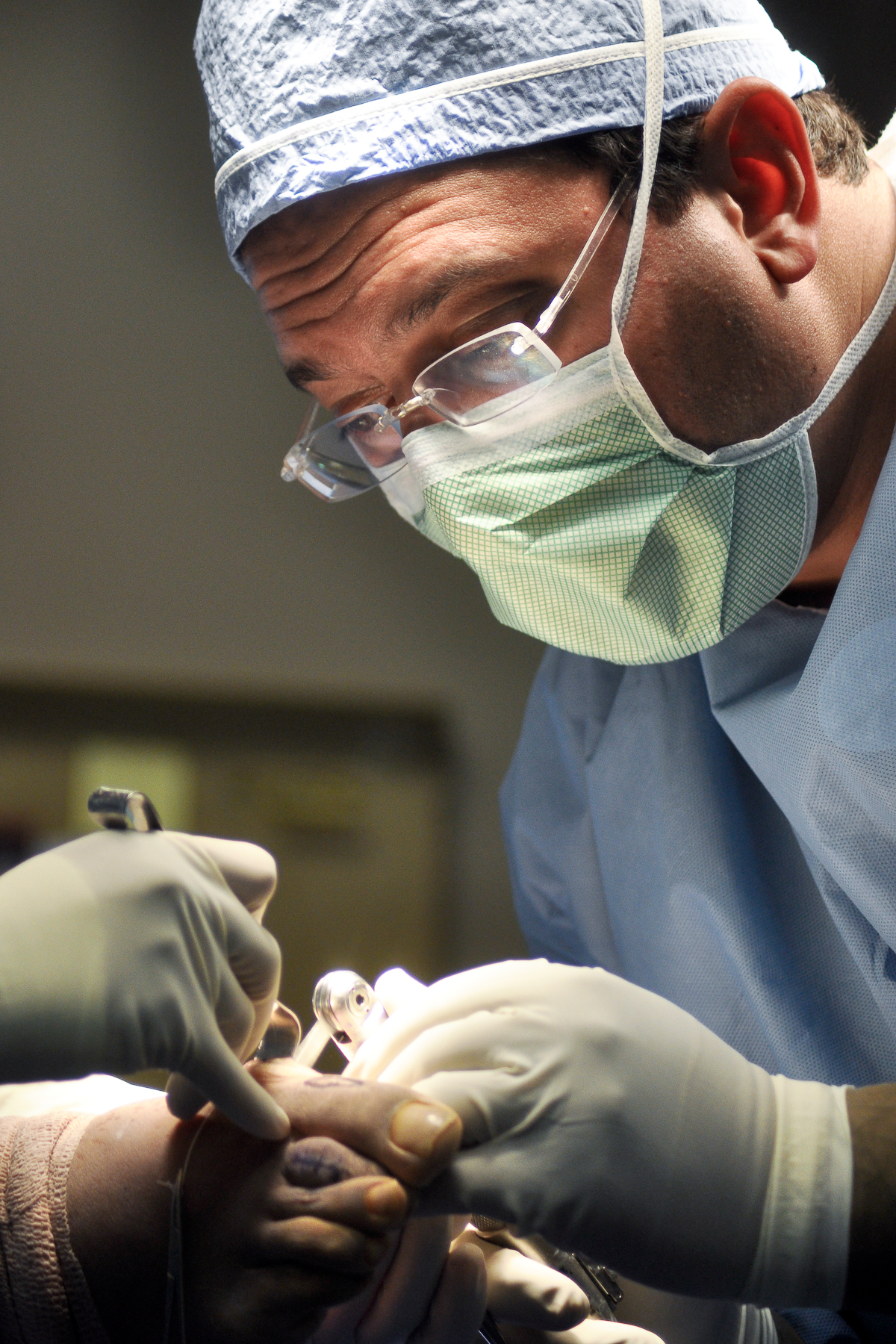

Il podologo  è un professionista sanitario, specialista nella branca della medicina denominata podologia. Questa branca della medicina si occupa dei trattamenti medici della caviglia e delle estremità inferiori della gamba. Per cui prevenzione, diagnosi e terapia.
In Italia si tratta di una figura istituita dal Ministero della sanità in base al regolamento di cui al D.M. 666/1994 e norme successive. Nelle sue competenze rientrano in particolare i trattamenti delle affezioni epidermiche ed ungueali di tipo meccanico o di altra eziologia. Le più diffuse sono le ipercheratosi. Inoltre le onicopatie e lesioni conseguenti: onicocriptosi, onicopatie dismorfiche, onicopatie micotiche e distrofiche. I trattamenti sono finalizzati al mantenimento funzionale dei piedi e vengono attuati metodi incruenti, ortesici e idromassoterapici
La professione del Podologo è fondamentale nella prevenzione di complicanze che possono facilmente insorgere nei soggetti colpiti da queste affezioni e che hanno patologie metaboliche (diabete), cardiovascolari (vasculopatie periferiche) ortopediche (deviazioni delle articolazioni metatarso-falangee e alterazioni del carico plantare) e reumatologiche (osteo-articolari e atrofia del pannicolo adiposo plantare).
Il podologo valuta la morfologia del piede e la sua funzionalità (in statica e dinamica) con tecniche strumentali per esami di podoscopia e baropodometria. Inoltre per il trattamento del piede doloroso, come previsto dal D.M. 666/1994, si avvale di dispositivi medici non invasivi. Per il trattamento di lesioni del tessuto epidermico, causate da virus come le verruche, attua trattamenti di asportazione incruenta, comunque riferibile al D.M. 666/1994.
Infine la figura del podologo trova campo di applicazione nel trattamento, mediante idonei plantari, di alterazioni della postura, con eventuale master universitario, in quanto il piede è un importante recettore del sistema tonico posturale (STP). Un assetto sbagliato del piede spesso derivante da ipertono-ipotono di catene muscolari crea uno squilibrio del STP che può causare dolori cronici recidivanti. L'applicazione di Ortesi per gli stimoli propriocettivi che modulano il segnale degli organi recettoriali del muscolo (apparato tendineo del Golgi e fusi neuromuscolari) possono riequilibrare lo squilibrio ed eliminare le tensioni. Il podologo assiste all'educazione dei pazienti con patologie a rischio e collabora con gli altri specialisti per la gestione delle persone affette da patologie che richiedono un approccio multi-disciplinare.